# شفورد، کبک
شفورد (به فرانسوی: Shefford) بخشی در منطقه شهری لا اوت-یاماسکا ناحیه مونترژی در استان کبک کانادا است. در سرشماری سال ۲۰۱۱ این بخش ۵٬۷۶۰ نفر جمعیت داشته‌است و مساحت آن ۱۱۶٫۶۲ کیلومتر مربع است.